# Bhutanitis
Bhutanitis  es un género  de lepidópteros ditrisios de la familia Papilionidae propios de Asia Oriental, cuyas larvas se alimentan de plantas del género Aristolochia.

## Especies
El género Bhutanitis incluye cuatro especies:
- Bhutanitis lidderdali.
- Bhutanitis thaidina.
- Bhutanitis mansfieldi.
- Bhutanitis ludlowi.